# Урбанковский, Евгений Иосифович
Евгений Иосифович Урбанковский (1896—1919) — российский офицер, полковник. Участник Первой мировой и Гражданской войн. Командир 1-й Сибирской штурмовой отдельной бригады. Погиб в бою.

## Биография
Родился 23 марта 1896 года в Екатеринославе, в польской семье. С родителями переехал в Сибирь. Учился в Красноярске, Томской мужской гимназии.
В 1914 году поступил в Томский технологический институт, но с началом Первой мировой войны перевёлся в московское Александровское военное училище. В 1915 году закончил его ускоренный курс в звании прапорщика. Направлен в действующую армию — в 56-й Сибирский стрелковый полк, определён в пулеметную команду.
24 декабря 1916 года ранен при взятии знаменитой «пулемётной горки».
Закончил войну в чине штабс-капитана, был награждён 5 орденами — Святой Анны 4 степени с надписью «За храбрость», Святой Анны 3-й степени, Святого Станислава 3-й и 2-й степени, Святого Владимира 4-й степени.
Возвратившись с фронта домой, состоял в Томской офицерской организации (где он и повстречался с А. Пепеляевым), принимал участие в восстании против Советский власти. 30 мая был назначен начальником пулемётной команды в 3-м Томском полку.
7 августа за бой у разъезда Салзан ему присвоено звание капитан, и он был назначен командиром 3-го Томского полка.
В конце августа отозван в Томск и получил приказ сформировать ударный батальон при 1-м Средне-Сибирском корпусе. Во главе созданного ударного батальона принимал участие в боях, в том числе во взятии Перми.
Урбанковский лично вёл батальон в атаки, взял штурмом укреплённый Кузнецовский завод и уничтожил оборонявшие его латышские и матросские части, трофеями стали 16 пулемётов при почти 600 пленных. 25 декабря 1918 года полковник Урбанковский с батальоном, обойдя по глубокому снегу красные части, смело атаковал охраняемый железнодорожный мост через Каму и, захватив мост целым, блестяще завершил Пермскую операцию.
Урбанковский развернул батальон в бригаду и опять участвовал в боях на западном направлении. Его войска заняли Нытву, Верещагино.
28 февраля 1919 года приказом № 90 по Сибирской армии награждён орденом Святого Георгия 4-й степени и ему был присвоено внеочередное звание полковника.
Во встречных боях у села Дворецкое, поднимая свои части в очередную атаку, Урбанковский был тяжело ранен и умер от потери крови.

ПРИКАЗ № 98 по 1-му Средне-Сибирскому армейскому корпусу "В боях у села Дворецкого 11 марта 1919 года пал смертью героя доблестный вождь штурмовиков, герой восточных операций и храбрейший из храбрых наших частей. Командир штурмовой бригады Полковник УРБАНКОВСКИЙ.
… Доблестные герои, штурмовики!
Пусть дух Вашего героя—Командира незримо витает над Вами. Пусть погиб н пал Ваш герой, но пусть живут в Вас заветы храбрости и тот высокий дух патриотизма и воинской доблести, который вдохнул в Вас Ваш Командир.

Для увековечения памяти героя я ходатайствую о разрешении наименовать 1-й батальон штурмовой бригады «Батальоном имени Полковника Урбанковского». Командир корпуса генерал-лейтенант Пепеляев.— 